# تسوباسا واتابي
تسوباسا واتابي (باليابانية: 渡部 翼) (13 ديسمبر 1986 في ياماتو في اليابان – )؛ هو لاعب كرة قدم كان يلعب كمدافع.